# Erythroneura prima
Erythroneura prima är en insektsart som beskrevs av Beamer 1938. Erythroneura prima ingår i släktet Erythroneura och familjen dvärgstritar. Inga underarter finns listade i Catalogue of Life.